# 阿蘇爾火山 (厄瓜多爾)

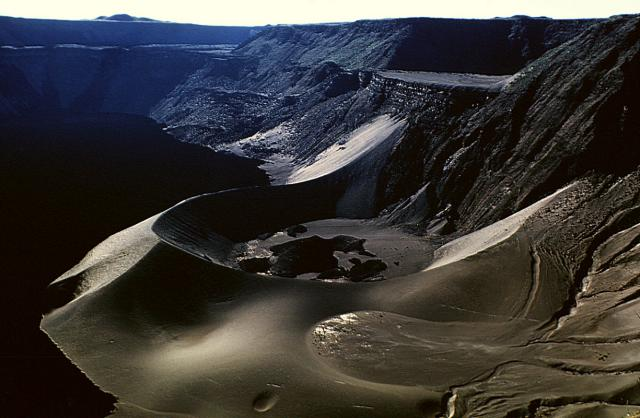

阿蘇爾火山是厄瓜多爾的火山，位於伊莎貝拉島西南部，属于加拉帕戈斯省，海拔高度1,689米，最近一次火山噴发发生于2008年5月。